# Черкасово (Челябинская область)
Черкасово — село в Красноармейском районе Челябинской области России. Входит в состав Миасского сельского поселения.

## География
Село находится на северо-востоке Челябинской области, в лесостепной зоне, на левом берегу реки Миасс, на расстоянии 10 километров (по прямой) к западу от села Миасского, административного центра района. Абсолютная высота 168 метров над уровнем моря.

## Население
| 2002 | 2010 |
| ---- | ---- |
| 434  | ↗457 |

Гендерный состав
По данным Всероссийской переписи населения 2010 года в гендерной структуре населения мужчины составляли 49,9 %, женщины соответственно 50,1 %.
Национальный состав
Согласно результатам переписи 2002 года, в национальной структуре населения русские составляли 81 %.

## Улицы
Уличная сеть села состоит из четырёх улиц.